# Sæbeurt
Sæbeurt (Saponaria) er en slægt med få arter, der er udbredt i Nordafrika, Mellemøsten, Kaukasus og Europa. Det er flerårige, urteagtige planter med glatte stængler og modsatte blade. Blomsterne er samlet i tætte stande, og de er 5-tallige og regelmæssige med sammenvokset kronrør og gule, hvide, lyserøde eller svagt lilla kronblade.
Her beskrives kun de to arter, som vokser og dyrkes i Danmark.
| Beskrevne arter |

- Almindelig sæbeurt (Saponaria officinalis)
- Lav sæbeurt (Saponaria ocymoides)

| Andre arter |

- Saponaria calabrica
- Saponaria pumilio